# Lacinius bizleyi
Espèce
Lacinius bizleyi est une espèce fossile d'opilions eupnois de la famille des Phalangiidae.

## Distribution
Cette espèce a été découverte dans de l'ambre de Bitterfeld et de la mer Baltique. Elle date du Paléogène.

## Systématique et taxinomie
Cette espèce a été décrite par Mitov, Dunlop et Penney en 2015.

## Étymologie
Cette espèce est nommée en l'honneur de Richard Bizley.

## Publication originale
- Mitov, Dunlop & Penney, 2015 : « A new species of Lacinius in amber (Arachnida: Opiliones). » Fossil Record, vol. 18, p. 37–42.